# 齿叶景天
齿叶景天（学名：Sedum odontophyllum）是景天科景天属的植物。分布在尼泊尔以及中国大陆的四川、湖北等地，生长于海拔300米至1,200米的地区，常生于山坡阴湿石上，目前尚未由人工引种栽培。

## 别名
天黄七（重庆南川）